# Hattarvík
Hattarvík – wieś na Wyspach Owczych na wyspie Fugloy, najbardziej wysunięta na wschód miejscowość Wysp Owczych. 
Wieś powstała około 900 roku. Szacunkowa populacja waha się od 5 do 44. W 2020 roku we wsi mieszkało 11 osób.